# Indywidualny Puchar Mistrzów na Żużlu 1986
Indywidualny Puchar Mistrzów 1986 – zawody żużlowe, mające na celu wyłonienie medalistów Indywidualnego Pucharu Mistrzów sezonie 1986. Zwyciężył Szwed Erik Stenlund.

## Wyniki
- Pardubice (Plochodrážní stadion Svítkov), 3 sierpnia 1986

| Msc. | Zawodnik         | Kraj            | Pkt   |             |  |
| ---- | ---------------- | --------------- | ----- | ----------- |  |
| 1    | Erik Stenlund    | Szwecja         | 14    | (3,3,3,2,3) |  |
| 2    | Wiktor Kuźniecow | ZSRR            | 13 +3 | (2,3,3,3,2) |  |
| 3    | Antonín Kasper   | Czechosłowacja  | 13 +2 | (2,3,2,3,3) |  |
| 4    | Armando Castagna | Włochy          | 12    | (3,1,3,2,3) |  |
| 5    | Roman Matoušek   | Czechosłowacja  | 10    | (3,w,1,3,3) |  |
| 6    | Zoltán Adorján   | Węgry           | 8     | (2,1,1,2,2) |  |
| 7    | Petr Vandírek    | Czechosłowacja  | 7     | (1,0,1,3,2) |  |
| 8    | Pavel Karnas     | Czechosłowacja  | 7     | (1,1,3,1,1) |  |
| 9    | Nikołaj Manew    | Bułgaria        | 7     | (2,2,2,1,0) |  |
| 10   | Zenon Plech      | Polska          | 6     | (0,3,2,0,1) |  |
| 11   | John Davis       | Wielka Brytania | 6     | (3,2,1,u,–) |  |
| 12   | Siegfried Eder   | Austria         | 6     | (1,d,2,1,2) |  |
| 13   | Kreso Omerzel    | Jugosławia      | 4     | (0,1,0,2,1) |  |
| 14   | Juha Moksunen    | Finlandia       | 4     | (1,2,0,1,d) |  |
| 15   | Henny Kroeze     | Holandia        | 2     | (0,2,0,0,0) |  |
| 16   | Diethelm Triemer | NRD             | 0     | (0,0,0,0,0) |  |
|      | rez. Petr Kučera | Czechosłowacja  | 1     |             |  |